# Speak & Spell
Speak & Spell (en español, Hablar y deletrear) es el álbum debut del grupo inglés de música electrónica, Depeche Mode (Vince Clarke, Andrew Fletcher, Martin Gore, David Gahan), producido y publicado en 1981.
Fue producido por el grupo y Daniel Miller. La mayoría de los temas fueron escritos por Vince Clarke, excepto «Tora! Tora! Tora!» y «Big Muff», que fueron escritos por Martin Gore.
Con motivo del disco, Depeche Mode realizó la gira 1981 Tour, última vez que Clarke apareció con ellos. Fue el único álbum de DM en el que participó antes de su partida ese mismo año.

## Listado de canciones
El álbum apareció en tres formatos, el estándar en disco de vinilo, en casete de cinta magnética de audio y por último en disco compacto, aunque lo notable fueron las diferencias de contenido entre los lanzamientos europeos y norteamericanos. Posteriormente y en la actualidad se le encuentra en streaming.
Edición europea en LP
| Lado A |                               |          |  |
| N.º    | Título                        | Duración |  |
| 1.     | «New Life»                    | 3:43     |  |
| 2.     | «I Sometimes Wish I Was Dead» | 2:14     |  |
| 3.     | «Puppets»                     | 3:55     |  |
| 4.     | «Boys Say Go!»                | 3:03     |  |
| 5.     | «Nodisco»                     | 4:11     |  |
| 6.     | «What's Your Name?»           | 2:41     |  |

| Lado B |                           |          |  |
| N.º    | Título                    | Duración |  |
| 1.     | «Photographic»            | 4:44     |  |
| 2.     | «Tora! Tora! Tora!»       | 4:34     |  |
| 3.     | «Big Muff»                | 4:20     |  |
| 4.     | «Any Second Now» (voices) | 2:35     |  |
| 5.     | «Just Can't Get Enough»   | 3:40     |  |

Edición americana en LP
El primer tema aparece en otra versión; cambia una de las canciones por el primer sencillo de DM; y, el tema más conocido de la colección aparece en su versión larga.

| Lado A |                     |          |  |
| N.º    | Título              | Duración |  |
| 1.     | «New Life» (Remix)  | 3:56     |  |
| 2.     | «Puppets»           | 3:57     |  |
| 3.     | «Dreaming of Me»    | 3:42     |  |
| 4.     | «Boys Say Go!»      | 3:04     |  |
| 5.     | «Nodisco»           | 4:13     |  |
| 6.     | «What's Your Name?» | 2:41     |  |

| Lado B |                                      |          |  |
| N.º    | Título                               | Duración |  |
| 1.     | «Photographic»                       | 4:58     |  |
| 2.     | «Tora! Tora! Tora!»                  | 4:24     |  |
| 3.     | «Big Muff»                           | 4:21     |  |
| 4.     | «Any Second Now» (voices)            | 2:33     |  |
| 5.     | «Just Can't Get Enough» (Schizo Mix) | 6:41     |  |

Edición americana en CD
Apareció hasta 1987, es una reproducción de la versión en LP para esa región del mundo.

| Speak & Spell |                                      |          |  |
| N.º           | Título                               | Duración |  |
| 1.            | «New Life» (Remix)                   | 3:59     |  |
| 2.            | «Puppets»                            | 3:59     |  |
| 3.            | «Dreaming of Me»                     | 3:44     |  |
| 4.            | «Boys Say Go!»                       | 3:08     |  |
| 5.            | «Nodisco»                            | 4:15     |  |
| 6.            | «What's Your Name?»                  | 2:44     |  |
| 7.            | «Photographic»                       | 4:57     |  |
| 8.            | «Tora! Tora! Tora!»                  | 4:28     |  |
| 9.            | «Big Muff»                           | 4:28     |  |
| 10.           | «Any Second Now» (voices)            | 2:33     |  |
| 11.           | «Just Can't Get Enough» (Schizo Mix) | 6:44     |  |

Edición europea en CD
Apareció hasta 1988, cuando ganaba dominio el formato digital. Fue el primer álbum del grupo que incluyó todas las canciones realizadas durante su producción.

| Speak & Spell |                                      |          |  |
| N.º           | Título                               | Duración |  |
| 1.            | «New Life»                           | 3:46     |  |
| 2.            | «I Sometimes Wish I Was Dead»        | 2:18     |  |
| 3.            | «Puppets»                            | 3:57     |  |
| 4.            | «Boys Say Go!»                       | 3:07     |  |
| 5.            | «Nodisco»                            | 4:15     |  |
| 6.            | «What's Your Name?»                  | 2:45     |  |
| 7.            | «Photographic»                       | 4:44     |  |
| 8.            | «Tora! Tora! Tora!»                  | 4:37     |  |
| 9.            | «Big Muff»                           | 4:24     |  |
| 10.           | «Any Second Now» (voices)            | 2:35     |  |
| 11.           | «Just Can't Get Enough»              | 3:44     |  |
| 12.           | «Dreaming of Me»                     | 4:03     |  |
| 13.           | «Ice Machine»                        | 4:05     |  |
| 14.           | «Shout!»                             | 3:46     |  |
| 15.           | «Any Second Now»                     | 3.08     |  |
| 16.           | «Just Can't Get Enough» (Schizo Mix) | 6:44     |  |

Edición en casete
Las correspondientes ediciones en casete de cinta magnética de audio reproducen el contenido de las ediciones en LP, incluso la distribución en sus lados es la misma, pero la edición americana en este formato es la única que contuvo la versión original de Just Can't Get Enough para ese lado del mundo. Estas ediciones, como el propio formato, actualmente ya no están disponibles.

## Créditos
Vince Clarke - sintetizadores, apoyo vocal, programación y producción.
David Gahan - voz principal.
Martin Gore - sintetizadores, segunda voz, apoyo vocal; además canta el tema Any Second Now.
Andrew Fletcher - sintetizador, apoyo vocal; segunda voz en Puppets.
Daniel Miller - producción.
John Fryer y Eric Radcliffe - ingeniería.
Brian Griffin - fotografía de portada.

## Sencillos
- Dreaming of Me (solo en Europa)
- New Life (solo en Europa)
- Just Can't Get Enough

Siendo el primer disco de Depeche Mode, únicamente se realizó el vídeo promocional de la canción «Just Can't Get Enough».
Lados B
Los temas que originalmente quedaron fuera del álbum Speak & Spell y aparecieron como lados B de los sencillos fueron «Ice Machine», «Shout!» y la versión instrumental de «Any Second Now», compuestos también por Vince Clarke.
Para la edición europea en CD del disco fueron incluidas junto con «Dreaming of Me», así como la versión Schizo Mix de «Just Can't Get Enough». Esa edición es el único disco de DM que aparece con todas las canciones producidas durante su grabación.

## Edición 2006
En 2006 el álbum Speak & Spell se reeditó con todo el contenido de la edición original y lados B, en ediciones para formato de SACD y DVD, como parte de la reedición de todos los álbumes anteriores a Playing the Angel de 2005.
La reedición consistió en empatar todos los álbumes previos con Playing the Angel, el cual fue lanzado en dos ediciones, una normal solo con el disco y otra acompañada de un DVD, y al igual que este la reedición americana contiene el álbum Speak & Spell en CD acompañado del DVD mientras en la reedición europea aparece en formato SACD junto con el DVD, de cualquier modo el contenido en ambas ediciones es el mismo.
Adicionalmente el álbum se reeditó en su versión de CD, así como en disco de vinilo en ambos lados del mundo.

| Disco uno, SACD/CD |                               |          |  |
| N.º                | Título                        | Duración |  |
| 1.                 | «New Life»                    | 3:46     |  |
| 2.                 | «I Sometimes Wish I Was Dead» | 2:18     |  |
| 3.                 | «Puppets»                     | 3:56     |  |
| 4.                 | «Boys Say Go!»                | 3:08     |  |
| 5.                 | «Nodisco»                     | 4:15     |  |
| 6.                 | «What's Your Name?»           | 2:45     |  |
| 7.                 | «Photographic»                | 4:43     |  |
| 8.                 | «Tora! Tora! Tora!»           | 4:38     |  |
| 9.                 | «Big Muff»                    | 4:24     |  |
| 10.                | «Any Second Now» (Voices)     | 2:35     |  |
| 11.                | «Just Can't Get Enough»       | 3:44     |  |
| 12.                | «Dreaming of Me»              | 4:03     |  |

| Disco dos, DVD |                                                                     |          |  |
| N.º            | Título                                                              | Duración |  |
| 1.             | «Depeche Mode 1980-81» (Do We Really have to Give up Our Day Jobs?) | 28:24    |  |
| 2.             | «New Life»                                                          | 3:46     |  |
| 3.             | «I Sometimes Wish I Was Dead»                                       | 2:18     |  |
| 4.             | «Puppets»                                                           | 3:56     |  |
| 5.             | «Boys Say Go!»                                                      | 3:08     |  |
| 6.             | «Nodisco»                                                           | 4:15     |  |
| 7.             | «What's Your Name?»                                                 | 2:45     |  |
| 8.             | «Photographic»                                                      | 4:43     |  |
| 9.             | «Tora! Tora! Tora!»                                                 | 4:38     |  |
| 10.            | «Big Muff»                                                          | 4:24     |  |
| 11.            | «Any Second Now» (Voices)                                           | 2:35     |  |
| 12.            | «Just Can't Get Enough»                                             | 3:44     |  |
| 13.            | «Dreaming of Me»                                                    | 4:03     |  |
| 14.            | «Ice Machine»                                                       | 4:05     |  |
| 15.            | «Shout!»                                                            | 3:46     |  |
| 16.            | «Any Second Now»                                                    | 3:08     |  |
| 17.            | «Just Can't Get Enough» (Schizo Mix)                                | 6:44     |  |

## The 12" Singles
Es una colección iniciada en 2018, con Speak & Spell y A Broken Frame, de todos los sencillos de DM, por álbum, en estricto orden cronológico, presentados en ediciones de lujo en formato de 12 pulgadas, estas en tres discos, pero este incluye un cuarto disco en 7 pulgadas con un tema de Fad Gadget como bono.
Pese a que la colección es en discos de 12 pulgadas, también se publicó y está disponible en streaming.
Deaming of Me
| Lado A |                  |          |  |
| N.º    | Título           | Duración |  |
| 1.     | «Dreaming of Me» | 3:47     |  |

| Lado B |               |          |  |
| N.º    | Título        | Duración |  |
| 1.     | «Ice Machine» | 3:53     |  |

New Life
| Lado C |                    |          |  |
| N.º    | Título             | Duración |  |
| 1.     | «New Life» (Remix) | 3:59     |  |

| Lado D |                    |          |  |
| N.º    | Título             | Duración |  |
| 1.     | «Shout!» (Rio Mix) | 7:35     |  |

Just Can't Get Enough
| Lado E |                                      |          |  |
| N.º    | Título                               | Duración |  |
| 1.     | «Just Can't Get Enough» (Schizo Mix) | 6:43     |  |

| Lado F |                            |          |  |
| N.º    | Título                     | Duración |  |
| 1.     | «Any Second Now» (Altered) | 5:43     |  |

7 pulgadas Flexi Disc
| Lado G1 |                             |          |  |
| N.º     | Título                      | Duración |  |
| 1.      | «Sometimes Wish I Was Dead» | 2:18     |  |

| Lado G2 |                                          |          |  |
| N.º     | Título                                   | Duración |  |
| 1.      | «King of the Flies» (Tema de Fad Gadget) | 3:03     |  |

## Datos
- El nombre Speak & Spell, "Hablar y Deletrear", fue tomado de un juguete preescolar; una consola lúdica.
- El grupo había llevado a cabo una gira un año antes, el 1980 Tour, pero tan solo de 19 presentaciones y sin siquiera tener un disco grabado.
- La edición norteamericana del disco contiene la versión larga de «Just Can't Get Enough», subtitulada Schizo Mix.
- El tema «Big Muff» es instrumental.
- Las canciones «Photographic» y «Tora! Tora! Tora!» están continuadas entre sí.
- La edición española del álbum apareció con el subtítulo "Explícate", aunque esa no es la traducción exacta del título.
- Los temas de aquella época que el grupo no incluyó en el álbum y ni siquiera llegaron a ser grabados posteriormente, son "«Reason Man»", «Tomorrow's Dance», «Let's Get Together», «Television Set», «The Price of Love» y «Addiction», solo los interpretaron en directo durante 1980 y 1981, mientras "«I Like It»" solo sería interpretada durante 1982.
  - «Television Set» y «I Like It» son las únicas canciones de todas aquellas que no se alcanzaron a grabar, pero sí llegaron a tocar con el posterior miembro del grupo, Alan Wilder, quien reemplazó a Clarke en DM.

La importancia del material antes que nada fue como primer disco de Depeche Mode, sin embargo no marcó mayormente el sonido de sus trabajos posteriores, excepto quizá por la tendencia a hacer temas bailables. El segundo factor de importancia es que fue también el primer disco de Vince Clarke quien se volvería un nombre muy importante del movimiento tecnopop, de hecho en la actualidad hay quienes lo ven más como un disco de Vince Clarke que como un disco de Depeche Mode.
El álbum estuvo claramente dominado por Clarke y las composiciones de Martin Gore pasaron prácticamente desapercibidas, la única debilidad de Clarke eran sus letras más bien intrascendentes, por lo demás se reveló como un compositor interesante que explotaba todos los recursos y el potencial de los sintetizadores.
Como álbum debut si bien no fue un enorme éxito, logró la suficiente respuesta como para esperar más material, de tal forma la salida de Clarke apenas acabada la promoción fue inesperada. Sobre ello, la versión oficial fue el desencanto que aparentemente sintió con la forma de trabajar como cuarteto, lo cual avalan sus proyectos posteriores que han sido solo duetos, así como con el sonido mismo del álbum pues cuando tiempo después se le preguntó acerca del tema declaró que el sonido de Depeche Mode tras su salida era "muy oscuro", lo cual demuestra lo encontrado de su idea musical con la propuesta de Martin Gore, pues actualmente el material concebido por Clarke puede resultar hasta lúdico en su sonido.
Sin embargo se han manejado otras versiones, las menos conocidas son la injerencia de Daniel Miller en Depeche Mode, lo que aparentemente ahuyentó a Clarke en busca de proyectos sobre los que tuviera un mayor control. La otra es que en realidad sí hubo un choque de personalidades con Martin Gore quien tenía una idea distinta, melódica y aun visualmente, sobre lo que debía ser una banda; la tercera es que los otros tres integrantes del grupo comenzaron a rechazar algunas de las canciones de Clarke, de hecho es sabido y admitido públicamente que se negaron a grabar el tema "«Only You»", lo cual también estaría relacionado con cierta imposición de Martin Gore y su deseo de darle una mayor profundidad a DM en lugar de solo la apuesta por desarrollar la música electrónica de Clarke.
Clarke grabó "«Only You»" poco después con Alison Moyet en su primer dueto posterior a Depeche Mode, de nombre Yazoo, y se convirtió en el mayor éxito de aquella segunda sociedad musical, en donde por cierto declaró que había salido de Depeche Mode porque "no estaban llevándose bien". De cualquier modo, el mismo Clarke también declararía que Martin Gore era un gran compositor y seguramente habría destacado aún si él hubiera continuado en Depeche Mode, aunque ciertamente al momento en que los abandonó su futuro como grupo quedó en puntos suspensivos.

## Canción por canción
New Life abre el disco básicamente mostrando el rumbo que seguirán todas las canciones, con su base rítmica completamente electrónica dominada por las ejecuciones de Vince Clarke y su hábil manejo del teclado. La letra es lo de menos, aunque se nota cierta jovialidad a la cual Clarke tampoco puede sustraerse en todo el disco.
I Sometimes Wish I Was Dead es una canción dedicada a las pistas de baile, aunque la letra ya intenta ser más pesarosa, más lúgubre como revela su nombre (A veces desearía estar muerto), sin embargo su sonido no deja de ser bastante lúdico, además de que es bastante corta con apenas más de dos minutos de duración, aparentemente por ello su exclusión en la edición americana del disco, pues de algún modo rompe con el discurso entusiasta predominante en las demás canciones. Sobre su no inclusión en el LP americano de Speak & Spell curiosamente duró muchos años no disponible en ese lado del mundo, prácticamente hasta la publicación de la reedición del álbum en 2006
Puppets es otra canción solo un poco menos alegre que la mayoría del álbum. Con una letra alegórica sobre la música electrónica y el ser humano, recuerda de un modo distante al experimentalismo de Kraftwerk cuando inventaba la música sintetizada, sin embargo en realidad no sale del discurso festivo del álbum, aunque sí consigue ser algo más descarada.
Boys Say Go! es una de las canciones más bailables de todo el álbum, aunque como su propio título delata (Chicos Dicen Vamos) no deja de ser un tema excesivamente juvenil.
Nodisco es la canción más umbría que consigue Clarke, con su ritmo más lento y su letra menos comprometida con los predominantes temas alegres que caracterizan al resto del álbum. Estuvo hecha claramente para las discotecas y ya se nota cierto experimentalismo en ella para hacer algo más punzante, aunque no consigue cuajar en un tema que pueda considerarse tanto como “duro”; sin embargo, los ritmos acompasados logran hacerla salir un poco del discurso más bien bobalicón del disco.
What's Your Name? es una especie de canción no juvenil, más bien francamente rayana en lo infantil. Propuesta como otro tema de amor, es una canción muy corta demostrando el virtuosismo de Clarke para abrir y resolver una letra muy sencilla con unos ritmos sintéticos muy veloces, de hecho el tema no llega a los tres minutos de duración.
Photographic es una suerte de canción dedicada al género tecnopop mismo, habiendo sido reinterpretada casi totalmente después de su discreto debut en el Some Bizzare Album de 1980, esta versión del Speak & Spell estuvo evidentemente mucho más producida buscando que sonara aún más sintetizada y así resaltara su letra en la cual se hace una curiosa analogía sobre el amor y el electro.
Tora! Tora! Tora! es la primera canción de Depeche Mode compuesta por Martin Gore, la cual es un poco más sombría que todos los temas de Vince Clarke, aunque la diferencia apenas si se nota, pues la letra de Gore no llega en ningún momento a proponer algo nuevo o diferente para ese momento del grupo, simplemente una canción algo menos cándida.
Big Muff es el primer tema instrumental de Depeche Mode incluido en un disco, y no como lado B en los sencillos, además de ser composición de Martin Gore de donde por cierto tiene un ritmo algo más agresivo que el resto del álbum.
Any Second Now es la función más dulce de todo el disco. Presentado como la contraparte vocal de uno de los lados B instrumentales del sencillo Just Can't Get Enough, es además el primer tema de Depeche Mode cantado por Martin Gore. A diferencia de todos los demás es el más lírico, con su tristísima letra sobre amor perdido, recordado y añorado, mientras que la musicalización se consiguió a base de experimentar con efectos de las cajas de ritmos. La versión original, instrumental, que resulta incluso más dulce, prefigura el tipo de temas por los cuales Clarke optó desde ese momento y capitalizó para su carrera posterior.
Just Can't Get Enough es hasta la fecha la canción más conocida del álbum Speak & Spell. El tema es una suerte de divertimento juvenil disfrazado de canción de amor, con una base ejecutada con las rápidas notas de un sintetizador, en verdad difícil de llevar a cabo. La letra está dedicada al amor sin complicaciones, al contrario de la mayoría de temas de amor plantea una relación jovial, disfrutada y llevada a buen término, su fuerte se encuentra en lo rítmico de su base melódica, que logró el primer éxito perdurable de la banda.
Dreaming of Me fue la primera canción de Depeche Mode publicada como disco sencillo, originalmente ni siquiera incluida en Speak & Spell. Es un tema meloso, romántico, juvenil, realizado de manera todavía muy, pero muy básica, con una base sencilla y una letra que cae en lo intrascendente. En verdad resulta una canción que en su momento no decía o deparaba nada en absoluto del mismo grupo que años después llegaría a grabar temas tan ásperos como I Feel You, Useless, A Pain That I'm Used To o Wrong.
Ice Machine es una función electrónica de sonido un tanto más agresivo y experimental dentro del tecnopop que se hacía en esa época, más inscrito en la tendencia regular de los otros grupos del género y con una letra más oscura, lo cual no era el fuerte de Vince Clarke, pero se llevó a cabo así y consiguió convertirse en un cierto emblema de DM para ese momento. Como otros temas del primer disco, con el tiempo fue perdiéndose un poco su efecto, pero resultó uno de los temas más transgresores durante su debut.
Shout! es un tema de plano oscuro, basado en un efecto de percusión electrónica, que se lleva a cabo de manera rutilante, con una letra entre romántica y de cierto atrevimiento. Con este, los lados B de la colección se imponían como algo menos discursivo, más experimentales, de sonidos más trágicos y en que el sonido electrónico adquiría otro tipo de protagonismo el cual se volvería permanente pues sería la mejor herencia que DM tomara de Clarke.

## Lista de posiciones
| Lista de canciones (1981/82) | Mejor posición | Certificación |
| ---------------------------- | -------------- | ------------- |
| Lista de álbumes alemana     | 49             | Oro           |
| Lista de álbumes sueca       | 21             |               |
| UK Albums Chart              | 10             | Oro           |
| US Billboard Pop Albums      | 192            |               |